# Федьковское сельское поселение
Федьковское сельское поселение или муниципальное образование «Федьковское» — упразднённое муниципальное образование со статусом сельского поселения в Верхнетоемском муниципальном районе Архангельской области России.
Соответствовало административно-территориальной единице в Верхнетоемском районе — Федьковский сельсовет.
Административный центр — посёлок Авнюгский.
Законом Архангельской области от 26 апреля 2021 года № 413-25-ОЗ с 1 июня 2021 года упразднено в связи с преобразованием Верхнетоемского муниципального района в муниципальный округ.

## География
Федьковское сельское поселение находится на юге Верхнетоемского района, на левом берегу реки Северная Двина. На юге граничит с Черевковским сельским поселением Красноборского района. Напротив посёлка Двинской находится лесобиржа Ме́жа.

## История
Муниципальное образование было образовано в 2006 году.
Ранее эта территория входила в состав Черевковского района.
Ранее территория поселения входила в состав Ягрышской волости Устюжского уезда.

## Авнюгская узкоколейная железная дорога
На территории поселения действует Авнюгская узкоколейная железная дорога, которая в 1980-х годах составляла единую сеть с Квазеньгской и Бритвинской узкоколейными железными дорогами.

## Население
| 1970  | 1979  | 1992  | 2001  | 2002  | 2003  | 2004  |
| ----- | ----- | ----- | ----- | ----- | ----- | ----- |
| 3866  | ↘3355 | ↘3304 | ↘2982 | ↘2885 | ↘2771 | ↘2681 |
| 2010  | 2011  | 2012  | 2013  | 2014  | 2015  | 2016  |
| ↘1991 | ↘1975 | ↘1931 | ↘1863 | ↘1792 | ↘1696 | ↘1627 |
| 2017  | 2018  | 2019  | 2020  | 2021  |       |       |
| ↘1605 | ↘1539 | ↘1495 | ↘1443 | ↘1365 |       |       |

## Населённые пункты
- Абрамково
- Аверин Починок
- Авнюгский
- Алексеевская
- Аникиевская
- Анфимовская
- Анциферовская (Поляковщина)
- Борисовская (Озерки)
- Борок
- Глинный Мыс
- Головинская
- Гридинская
- Дмитриевская
- Евлампиевская
- Игнатовская
- Калиновская
- Каменное
- Курицынская
- Луговатинская
- Михалевская
- Нестеровская
- Пигасово
- Поперечка (Сойга)
- Прилуцкая
- Селивановская
- Семёновская
- Соезерская Пустынь
- Тереховская
- Тюринская
- Усть-Манева
- Учиновская
- Фёдоровская
- Федьков Починок (Ягрыш)
- Чертоголовская
- Язинец
- Ярунинская

### Карты
- [mapp38.narod.ru/map1/index67.html Топографическая карта P-38-67,68. Верхняя Тойма]
- [mapp38.narod.ru/map1/index79.html Топографическая карта P-38-79,80. Авнюгский]